# Hey Trouble
Hey Trouble je třetí řadová deska švédské indie popové skupiny The Concretes. Hey Trouble je první album po odchodu zpěvačky Victorie Bergsman.

## Seznam skladeb
1. „Hey Trouble“ – 1:27
2. „A Whales Heart“ – 3:57
3. „Kids“ – 3:45
4. „Firewatch“ – 3:45
5. „Didion“ – 4:50
6. „Oh Boy“ – 2:44
7. „Keep Yours“ – 2:35
8. „If We're Lucky We Don't Get There on Time“ – 3:18
9. „Souvenirs“ – 3:24
10. „Are You Prepared“ – 3:06
11. „Oh No“ – 3:52
12. „Simple Song“ – 4:06